# 2072
Năm 2072. Trong lịch Gregory, nó sẽ là năm thứ 2072 của Công nguyên hay của Anno Domini; năm thứ 72 của thiên niên kỷ thứ 3 và của thế kỷ 21; và năm thứ ba của thập niên 2070.